# Choi In-chol
Choi In-chol (koreanisch 최인철; * 19. Januar 1974) ist ein ehemaliger nordkoreanischer Eisschnellläufer.

## Werdegang
Choi trat international erstmals bei den Juniorenweltmeisterschaften 1989 in Kiew in Erscheinung, wobei er den 26. Platz im Kleinen-Vierkampf errang. In der Saison 1989/90 wurde er nordkoreanischer Meister über 1500 m und bei den Juniorenweltmeisterschaften 1990 in Obihiro Zehnter im Kleinen-Vierkampf. Außerdem kam er bei den Winter-Asienspielen 1990 in Sapporo auf den 12. Platz über 500 m, auf den neunten Rang über 10000 m sowie auf den sechsten Platz über 1500 m. In den folgenden Jahren belegte er bei den Juniorenweltmeisterschaften 1991 in Calgary den sechsten Platz im Kleinen-Vierkampf, bei den Olympischen Winterspielen 1992 in Albertville den 35. Platz über 500 m, den 27. Rang über 1500 m sowie den 18. Platz über 1000 m und bei den Einzelstreckenasienmeisterschaften 1993 in Chichibu den 13. Platz über 1000 m sowie den neunten Rang über 1500 m.

## Erfolge

### Olympische Spiele
- 1992 Albertville: 18. Platz 1000 m, 27. Platz 1500 m, 35. Platz 500 m

### Winter-Asienspiele
- 1990 Sapporo: 6. Platz 1500 m, 9. Platz 10000 m, 12. Platz 500 m

### Asienmeisterschaften
- 1993 Chichibu: 9. Platz 1500 m, 13. Platz 1000 m

### Persönliche Bestzeiten
| Disziplin | Zeit         | Datum           | Ort     |
| --------- | ------------ | --------------- | ------- |
| 500 m     | 38,40 s      | 4. Februar 1994 | Pujon   |
| 1000 m    | 1:15,90 min  | 10. Januar 1992 | Pujon   |
| 1500 m    | 1:55,98 min  | 1. März 1991    | Calgary |
| 3000 m    | 4:07,98 min  | 1. März 1991    | Calgary |
| 5000 m    | 7:07,35 min  | 1. März 1991    | Calgary |
| 10000 m   | 15:28,30 min | 25. Januar 1994 | Pujon   |